# Helena (sång)
Helena är en svensk sång komponerad av Ted Gärdestad med text av Kenneth Gärdestad. Den finns med på debutalbumet Undringar från 1972.
Sången skrevs som en hyllning till den svenska tennisspelaren Helena Anliot, som Ted och även hans vän och tenniskamrat Björn Borg var förälskade i.
Samtliga medlemmar i Abba samt Lena Andersson sjunger i kören.